# Agriophyllum
Agriophyllum es un género de  fanerógamas con once especies descritas, pertenecientes a la familia Amaranthaceae.

## Taxonomía
El género fue descrito por  Friedrich August Marschall von Bieberstein, y publicado en Flora Taurico-Caucasica 3: 6. 1819.

## Especies aceptadas
A continuación se brinda un listado de las especies del género Agriophyllum aceptadas hasta julio de 2011, ordenadas alfabéticamente. Para cada una se indica el nombre binomial seguido del autor, abreviado según las convenciones y usos.
- Agriophyllum lateriflorum (Lam.) Moq.
- Agriophyllum latifolium Fisch. & C.A.Mey.
- Agriophyllum minus Fisch. & C.A.Mey.
- Agriophyllum montasirii El Gazzar
- Agriophyllum paletzkianum Litv.
- Agriophyllum squarrosum (L.) Moq.